# Йоун Арасон
Йоун Арасон (исл. Jón Arason; 1484, Эйя-фьорд — 7 ноября 1550, Скаульхольт, Исландия) — исландский церковный деятель, поэт и писатель.
Йоун Арасон был католическим епископом в Хоуларе, на севере Исландии, с 1522 по 1550 год. Последний католический епископ Исландии. Также известен как исландский первопечатник, автор религиозной и сатирической поэзии.

## Жизнь и гибель
Йон Арасон образование в бенедиктинском аббатстве Мункавера и был рукоположён в католические священники около 1504 года. Йоун был обычным исландцем, но обладал многими талантами, хотя с бедным знанием латыни, и откровенно игнорировал принципы целибата (как, в принципе, и большинство средневекового исландского клира) — у него было по крайней мере девятеро детей от Хельги Сигюрдадоуттир.
Он был отправлен с двумя миссиями в Норвегию, так как попал в поле зрение епископа Хоулара Готскалка Никулассона, и когда последний умер в 1520 году, был выбран его преемником на епископском престоле, хотя официально он был рукоположён только в 1524 году своим архиепископом в митрополичьем центре Нидароса (современный Тронхейм) в Норвегии. Его конкурентом выступил другой исландский епископ, Эгмундюр Палссон из Скаульхольта, даже пытавшийся арестовать его в 1522 году (тогда Йоуну удалось бежать из Исландии на немецком корабле, и два епископа в конце концов примирились в 1525 году — более того, они оба впоследствии выступали против навязывания лютеранства).
Реформация в Исландии, проводившаяся в XVI столетии по указанию датского короля Кристиана III (Исландия с 1380 года находилась в подчинении у Дании, и следом за ней в 1538 году монарх приказал сменить религию и в Исландии), началась с назначения в сан епископа Скаульхольта (на юге Исландии) протестантского епископа Гиссура Эйнарссона. Он сменил убеждённого католика, престарелого и слепого Эгмундюра Палссона, арестованного королевским представителем Кристофером Гуитфельдтом и отправленного в Данию.

Таким образом, с 1541 года епископат Южной Исландии в Скаульхольте принял Реформацию. Однако Йоун Арасон, епископ Северной Исландии, упорно сопротивлялся попыткам проведения Реформации и в северной части страны. В своей борьбе епископ опирался на серьёзную поддержку соотечественников, видевших в ней не только религиозный спор, но и возможность освободиться от датской власти и культурной ассимиляции.

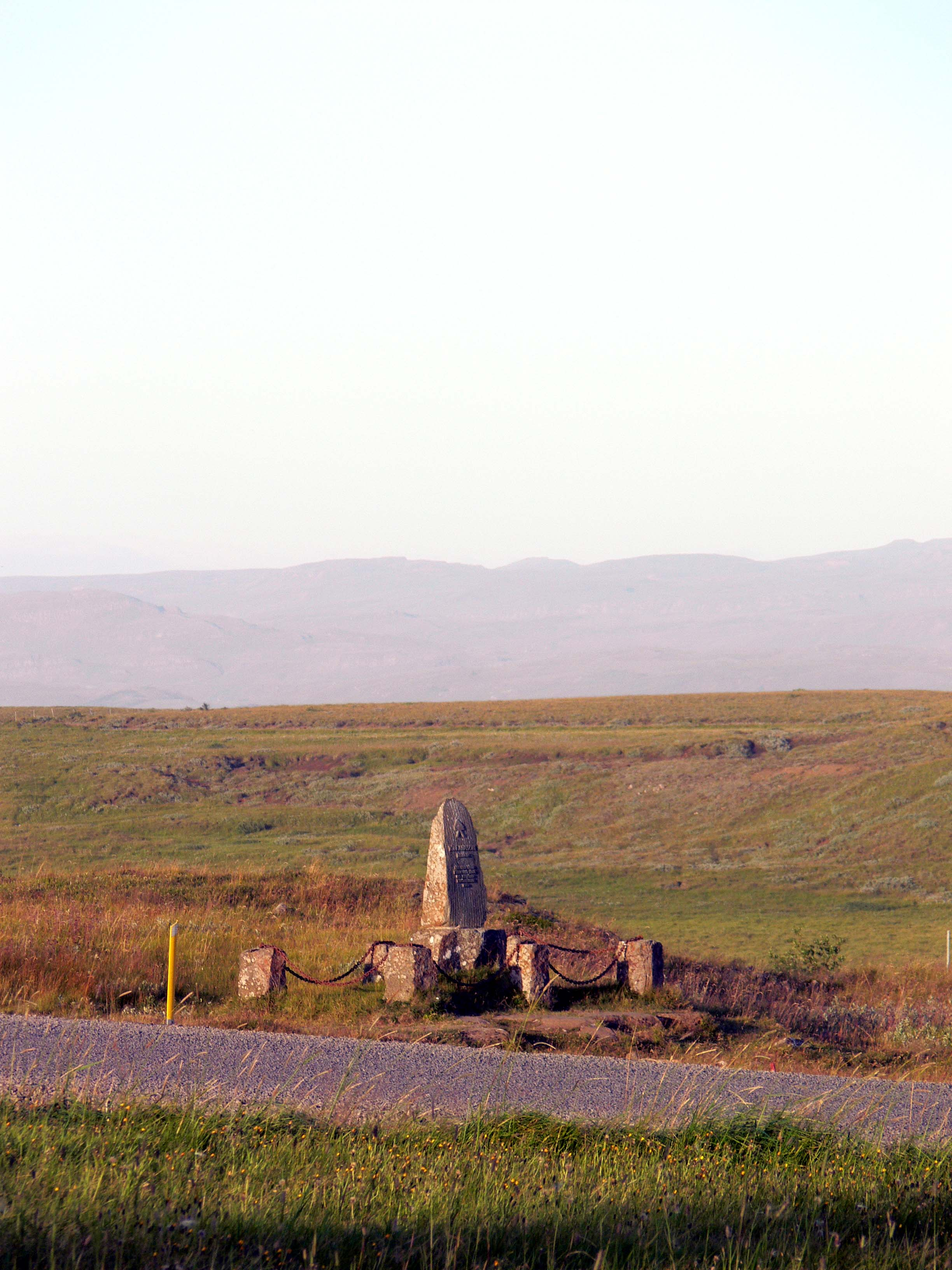
Мемориал на месте казни Йона Арасона

Со смертью в 1548 году Гиссура Эйнарссона, первого лютеранского епископа Исландии, Йоун Арасон перешёл в наступление: по его указанию епископское кресло в Скалхольте занял католик. Король Кристиан III, однако, заменил его на протестанта, отправил в Исландию войска и приказал арестовать непокорного епископа. Йоун Арасон тем временем укрепился в своей решимости благодаря письму от папы Павла III с призывом продолжать «искоренение ереси».
Но в усадьбе Сёйдафедль в Западной Исландии 2 октября 1550 года, где должно было состояться заседание суда под руководством лагмана Ормюра Стюрлюсона по имущественной тяжбе с его заклятым врагом, землевладельцем Дади Гвюдмюндссоном, Йоун Арасон вместе с двумя своими сыновьями, лагманом Ари (Ari Jónsson) и священником Бьёрном (Björn Jónsson) был пленён Дади и доставлен в принадлежащую Дади усадьбу Сноуксдалюр, куда прибыли преподобный Мартейдн Эйнарссон, сторонник Реформации и секретарь датского наместника Кристиан Скривер.
Наутро 7 ноября 1550 года Йоун Арасон вместе с двумя своими сыновьями был без суда казнён в Скаульхольте. Отца казнили последним, семью ударами топора.
Согласно Йоуну Эйильссону (Jón Eigilsson; 1548—1634) преподобный Йоун Бьяднарсон (Jón Bjarnarson) предложил казнить пленников, заявив: «Топор и земля устерегут их лучше» (Öxin og jörðin geymir þá best).
В январе 1551 года сторонники епископа, прибывшие из Северной Ирландии, казнили секретаря Кристиана и всех датчан, которых нашли.
Преемником Йоуна избрали его сына, носившего то же имя, что и отец.
Несмотря на высокий церковный сан, Йоун Арасон имел семью и нескольких детей; среди его потомков было пятеро лютеранских епископов Скаульхольта и трое — Хоулара. Характера же он был властного и целеустремлённого. Йоун Арасон в Хоуларе основал первую в Исландии типографию.
Ему посвящён ряд произведений исландской литературы, включая одноимённый исторический роман (Jón Arason, København: Gyldendal, 1930) Гуннара Гуннарссона и роман «Топор и земля» (Öxin og jörðin, 2003) Оулавюра Гюннарссона.
Его дочери Тоурюнн Йоундоуттир и Хельга Йоундоуттир вышли замуж за местных магнатов. Ещё одна дочь, Рагнхейдюр Йоунсдоуттир, стала известной швеёй.